# Unione Sportiva Forlimpopoli 1941-1942
Questa voce raccoglie le informazioni riguardanti l'Unione Sportiva Forlimpopoli nelle competizioni ufficiali della stagione 1941-1942.

## Rosa
| N. |                   | Ruolo | Calciatore          |
| -- | ----------------- | ----- | ------------------- |
|    | Italia (bandiera) | C     | Giovanni Acquisti   |
|    | Italia (bandiera) | C     | F. Bazzoli          |
|    | Italia (bandiera) | D     | Michele Bedeschi    |
|    | Italia (bandiera) | A     | Ferdinando Bondi    |
|    | Italia (bandiera) | D     | Giannunzio Brunelli |
|    | Italia (bandiera) | C     | Luigi Calbi         |
|    | Italia (bandiera) | A     | A. Castellini       |
|    | Italia (bandiera) | C     | Antonio Conti       |
|    | Italia (bandiera) | D     | G. Daspani          |
|    | Italia (bandiera) | A     | Angelo Gaudenzi     |
|    | Italia (bandiera) | A     | B. Giani            |
|    | Italia (bandiera) | D     | Enrico Grazioli     |
|    | Italia (bandiera) | D     | Renato Guidi        |
|    | Italia (bandiera) | D     | Vincenzo Lega       |
|    | Italia (bandiera) | A     | Nello Liverani      |

| N. |                   | Ruolo | Calciatore         |
| -- | ----------------- | ----- | ------------------ |
|    | Italia (bandiera) | D     | Cesare Macor       |
|    | Italia (bandiera) | A     | Alberto Maggiori   |
|    | Italia (bandiera) | C     | A. Medioli         |
|    | Italia (bandiera) | C     | Giuseppe Minghetti |
|    | Italia (bandiera) | C     | G. Papi            |
|    | Italia (bandiera) | C     | C. Pompignoli      |
|    | Italia (bandiera) | P     | Giuseppe Saragoni  |
|    | Italia (bandiera) | D     | Guerrino Tumedei   |
|    | Italia (bandiera) | C     | A. Valle           |
|    | Italia (bandiera) | A     | Eugenio Vannini    |
|    | Italia (bandiera) | D     | O. Zaccaria        |
|    | Italia (bandiera) | P     | R. Zaccheroni      |
|    | Italia (bandiera) | C     | Paolo Zampighi     |
|    | Italia (bandiera) | A     | M. Zanetti         |
|    | Italia (bandiera) | C     | B. Zecchini        |